# 東京幸華
東京幸華（とうきょうこうか）は、東京工科大学が育成したイチゴの品種候補。
ほぼ1年を通じて収穫できる四季成りイチゴである。2024年10月に商標登録された。
名称は、開発を行った東京工科大学にちなむ。

## 開発の経緯
東京工科大学応用生物学部の多田雄一は植物工学を専門としており、「東京発の甘く美味しいイチゴ品種をつくりたい」と考えて2019年から研究開発に取り組んだ。
越後姫とよつぼしを交配親として、交配と選抜を重ね、通常流通するイチゴ品種と比べて柔らかさと甘さを追求した。2023年9月より「町田いちご狩り農園」（東京都町田市）で試験栽培を開始し、2024年10月に「東京幸華」として商標登録を行った。
2024年12月時点でも、東京幸華に別品種を交配するなどして、より糖度が高い品種を目指す改良品種の開発や栽培試験が進められている。